# Girnār Hills
Girnār Hills är kullar i Indien.   De ligger i delstaten Gujarat, i den västra delen av landet, 1 000 km sydväst om huvudstaden New Delhi.
Girnār Hills sträcker sig 14,7 km i sydostlig-nordvästlig riktning. Den högsta punkten är 32 768 meter över havet.
Topografiskt ingår följande toppar i Girnār Hills:
- Girnār
- Gorakhnāth